# الكسندر براون (سياسي بريطاني)
الكسندر براون (بالإنجليزية: Alexander Browne)‏ هو سياسي بريطاني (وحمل سابقاً جنسية المملكة المتحدة لبريطانيا العظمى وأيرلندا)، ولد في 1863، وتوفي في 11 ديسمبر 1942. في الانتخابات العامة في المملكة المتحدة 1931 ‏، انتخب عضو برلمان المملكة المتحدة الـ36 عن دائرة بلفاست الغربية (27 أكتوبر 1931 – 25 أكتوبر 1935) وفي الانتخابات العامة في المملكة المتحدة 1935 ‏، انتخب عضو برلمان المملكة المتحدة الـ37 عن دائرة بلفاست الغربية (14 نوفمبر 1935 – 11 ديسمبر 1942).